# Hannah Moore
Ne doit pas être confondu avec Hannah More.
Pour les articles homonymes, voir Moore.
Hannah Moore, née le 22 août 1996, est une nageuse américaine, spécialisée dans la nage en eau libre.

## Jeunesse
Née en 1996, son père Mike Moore nageait pour l'Université La Salle pendant ses études. Hannah Moore décide elle de partir à l'Université du Michigan — comme sa mère, Amy — où elle se spécialise dans le 500 yards nage libre, le 400 yards 4 nages et le 200 yards dos. Après sa première année d'université, elle est transférée à l'Université d'État de la Caroline du Nord.

## Carrière
Lors de l'Universiade d'été de 2017, Hannah Moore remporte la médaille de bronze sur le 1 500 m nage libre en 16 min 11 s 68 derrière l'Italienne Simona Quadarella (15 min 57 s 90) et l'Allemande Sarah Köhler (15 min 59 s 85) et termine seulement 7e du 800 m nage libre.
En 2018, elle est disqualifiée lors du 10 km aux championnats américains de nage en eau libre et ne peut donc pas concourir sur cette distance aux Mondiaux 2019. Hannah Moore participe quand même aux 5 km de ces championnats où elle termine à la 3e place — ex-aequo avec l'Allemande Leonie Beck — en 57 min 58 s derrière la Brésilienne Ana Marcela Cunha (57 min 56 s) et la Française Aurélie Muller (57 min 57 s).

## Résultats
| Date | Compétition                | Lieu    | Place | Course             | Temps          |
| ---- | -------------------------- | ------- | ----- | ------------------ | -------------- |
| 2017 | Universiade                | Taipei  | 3e    | 1 500 m nage libre | 16 min 11 s 68 |
| 2017 | Universiade                | Taipei  | 7e    | 800 m nage libre   | 8 min 36 s 64  |
| 2019 | Championnats du monde 2019 | Gwangju | 3e    | 5 km               | 57 min 58 s    |